# Liste der Baudenkmäler in Milbertshofen
Auf dieser Seite sind die Baudenkmäler im Münchner Stadtteil Milbertshofen im Stadtbezirk 11 Milbertshofen-Am Hart aufgelistet. Zu diesen Baudenkmälern gibt es auch eine Bildersammlung und ein Fotoalbum mit ausgewählten Bildern.
Diese Liste ist Teil der Liste der Baudenkmäler in München. Grundlage ist die Bayerische Denkmalliste, die auf Basis des bayerischen Denkmalschutzgesetzes vom 1. Oktober 1973 erstmals erstellt wurde und seither durch das Bayerische Landesamt für Denkmalpflege geführt und aktualisiert wird. Die folgenden Angaben ersetzen nicht die rechtsverbindliche Auskunft der Denkmalschutzbehörde.

## Ensembles

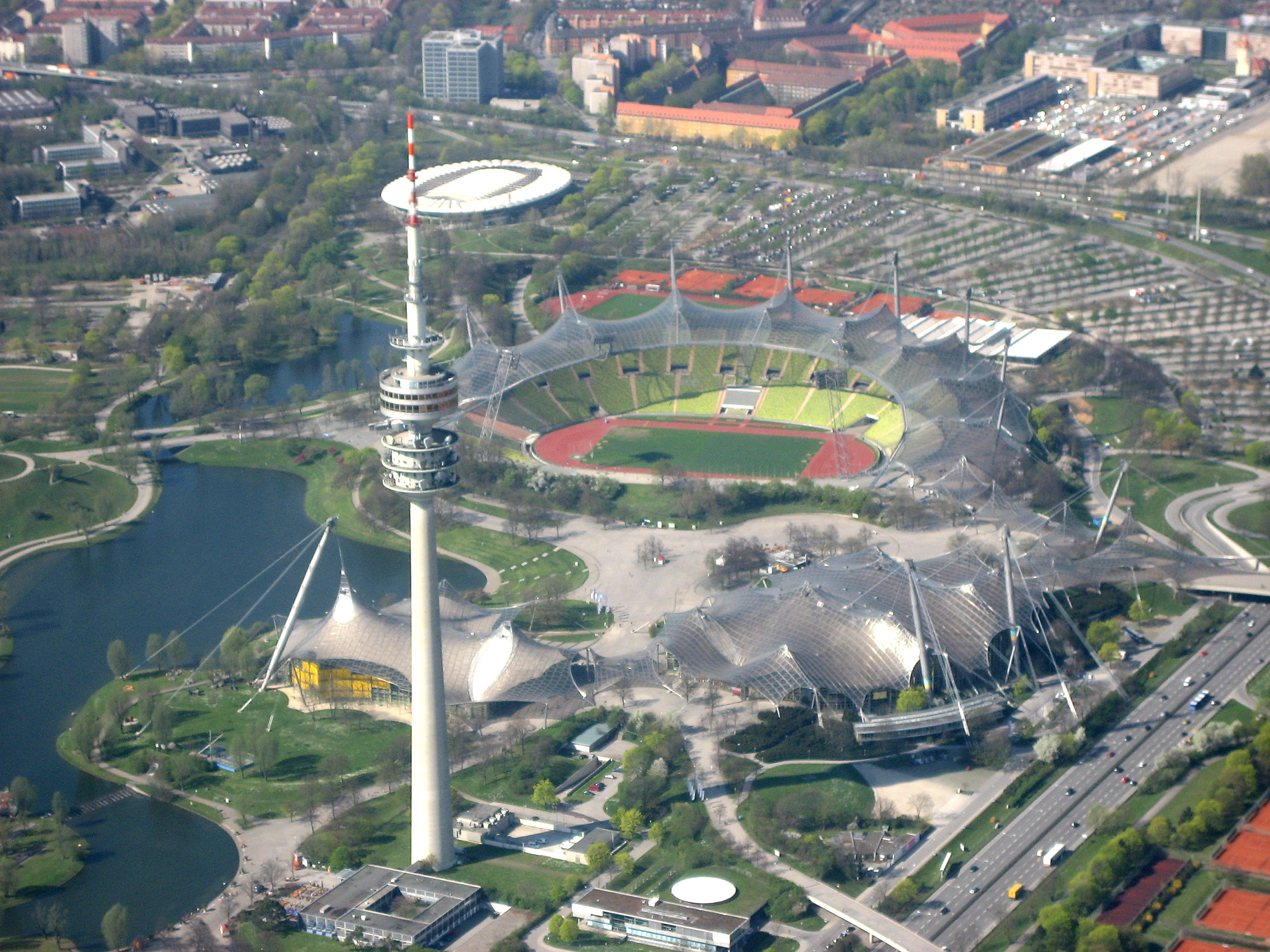
Olympiapark

- Olympiapark. – Umgrenzung: Der Bereich, der durch die Landshuter Allee im Westen, die Trieb- und Moosacher Straße im Norden, die Lerchenauer Straße im Osten sowie die Fußlinie des Olympiabergs und den Verlauf des Nymphenburg-Biedersteiner Kanals im Süden eingegrenzt wird, beschreibt ein Ensemble von geschichtlicher, künstlerischer und städtebaulicher Bedeutung. Es enthält in einem künstlich gestalteten Landschaftspark, unter dem Wahrzeichen des Olympiaturms, die zur Ausrichtung der XX. Olympischen Spiele 1972 angelegten Sportstätten nebst den zugehörigen Nebeneinrichtungen und Verkehrsanlagen, sowie das Olympische Dorf. Das gleichzeitig mit den Olympia-Bauten errichtete und auf diese bezogene BMW-Hochhaus mit dem BMW Museum ist ebenso wenig in die Umgrenzung einbezogen wie die seinerzeitige Pressestadt westlich der Landshuter Allee. In der Gesamtgliederung des bis 1972 fertiggestellten Olympiaparks sind zwei Großkomplexe deutlich voneinander unterschieden und durch das breite, ostwestlich verlaufende, das Gelände halbierende Verkehrsband des Mittleren Rings räumlich scharf getrennt: im Süden die Hauptsportstätten (Stadion, Sporthalle, Schwimmhalle), die das Herzstück der Anlage bilden, und im Norden das Olympische Dorf. Diesen Großkomplexen sind Nebeneinrichtungen beigegeben: von den vorolympischen Bauten der Eissporthalle und des Fernmeldehochturms abgesehen, sind es vor allem die Hochschulsportanlage westlich des Olympischen Dorfs und das Radstadion in der südwestlichen Ecke des Geländes im Zwickel zwischen Landshuter Allee und Kanal. Hinzu kommen noch eine Reihe ebenerdiger Anlagen, wie die verschiedenen Spiel-, Sport- und Trainingsplätze sowie die in einer sichelförmigen Großform um die Westseite des Stadions gelegten Parkbuchten. (E-1-62-000-70)

## Einzelbauwerke
| Lage | Objekt                                                         | Beschreibung | Akten-Nr.        | Bild                                                           |
| --- | -------------------------------------------------------------- | --- | ---------------- | -------------------------------------------------------------- |
| Ackermannstraße 88; Connollystraße 3–9/9a/10-12/14–29/31/33; Coubertinplatz 1; Helene-Mayer-Ring 3/7/9/11/31/33; Lerchenauer Straße 53; Lillian-Board-Weg; Martin-Luther-King-Weg 8; Nadistraße 4/6/7–33/35–137(ungerade); Spiridon-Louis-Ring 5/9/11/13/15/21/25/27; Straßbergerstraße 2–47/49–139(ungerade); Willi-Daume-Platz 1 (Standort) | Olympiapark                                                    | Hauptsportstätten der XX. Olympischen Sommerspiele der Neuzeit 1972 mit Olympische Dorf und Kernbereich des Olympiaparks, nach gemeinschaftlicher Planung von Behnisch und Partner für die Hauptsportstätten und die Gesamtanlage, in Zusammenarbeit mit Frei Otto für die Zeltdächer nach statischen Berechnungen von Fritz Leonhardt und Wolfhardt Andrä, Landschafts- und Gartengestaltung von Günther Grzimek, von Erwin Heinle und Robert Wischer für das Olympische Dorf der Männer und Werner Wirsing für das Olympische Dorf der Frauen (nur Teile erhalten) und Wegeleitsystem von Otl Aicher, 1967–72; Olympiastadion, ovaloides, um Fußballfeld und Laufbahn angeordnetes, im Osten an die künstliche Aufschüttung des Coubertinplatzes angelehntes Amphitheater aus Stahlbeton-Modulen, über der im Westen hoch aufragenden Tribünenschüssel Zeltdach in Form eines über Pylonen abgespannten Seilnetzes mit Acrylglasplatten-Abdeckung; durch die segeltuchartige Akzentuierung von der Hanns-Braun-Brücke mit der Olympiahalle optisch verbunden; zugehörig Erste Hilfe-, Kassenhäuschen und Kioske, von PAS; Sporthalle, um Sportarena angeordnetes, nach Süden an die künstliche Aufschüttung des Coubertinplatzes angelehntes Amphitheater aus Stahlbeton-Modulen, von vielfach kurvierten Stahl-Glas-Wänden eingefasst und durch ein Zeltdach abgedeckt, das Zeltdach in Form einer über Pylonen abgespannten Seilnetzkonstruktion mit Acrylglasplatten-Abdeckung, eingehängte Technikbrücken; Mittelstück der aus Stadion, Olympiahalle und Schwimmhalle bestehenden, optisch durch die Dachformen gebundenen Dreiergruppe der großen Olympia-Sportstätten; Schwimmhalle, von Stahl-Glas-Wänden über unregelmäßigem Grundriss eingefasste und durch ein Zeltdach abgedeckte Vierbeckenanlage mit einseitiger, an die künstliche Aufschüttung des Coubertinplatzes angelehnter Tribüne aus Stahlbeton-Modulen im Westen, mit Zeltdach in Form einer über einem Pylon abgespannten Seilnetzkonstruktion mit Acrylglasplatten-Abdeckung; eingehängte Technikstege; durch die Überspannung des Zugangs vom Lilian-Board-Weg und vom Lutz-Long-Weg mit der Olympiahalle optisch verbunden. Ehemaliges Olympisches Dorf der Männer, Wohnanlage aus drei, fingerförmig angelegten Straßenzügen, in autofreier Lage, mehrfach in Flucht und Höhe versetzte, drei- bis fünfgeschossige und sieben bis vierzehn geschossige Terrassenbauten und ein- bis dreigeschossige Reihenhäuser, mit in der Sockelzone versteckten Fahrstraßen und Parkzonen, Stahlbeton aus Fertigteilen und Ortbeton; Wegeleitsystem zur Orientierung in unterschiedlichen Farben und Symbolen von Otl Aicher; Teile des ehemaligen Olympischen Dorfes der Frauen, Studentenviertel auf dem Oberwiesenfeld, zweigeschossige Bungalowbauten mit Flachdach und Terrasse, Stahlbeton aus Fertigteilen und Ortbeton; Kernbereich des Olympiaparks, Landschaftspark mit ehemaliger Schuttberg, dem sogenannten Olympiaberg und weiteren künstlichen Erhebungen, ein geschwungenes Wegesystem mit Blickachsen, Ruheplätzen und Kleinarchitekturen, Baumbestand aus Bergkiefern, Linden, Silberweiden und Spitzhornbäumen. | D-1-62-000-10462 | weitere Bilder                                                 |
| Alter St.-Georgs-Platz 4 (Standort) | Wohnhaus                                                       | Zweigeschossiger freistehender Satteldachbau, wohl erste Hälfte 19. Jahrhundert | D-1-62-000-222   | weitere Bilder                                                 |
| Alter St.-Georgs-Platz 5 (Standort) | Wohnhaus                                                       | Zweigeschossiger freistehender Satteldachbau, um 1850 | D-1-62-000-223   | weitere Bilder                                                 |
| Alter St.-Georgs-Platz 6 (Standort) | Alte katholische Kirche St. Georg                              | Spätgotischer Bau um 1510 mit Sattelturm, nach Kriegszerstörung zur Kapelle ausgebaut; mit Ausstattung; umgeben von ehemaligem Friedhof. Im Ortskern von Milbertshofen. | D-1-62-000-224   | weitere Bilder                                                 |
| Am Olympiapark 2 (Standort) | Verwaltungsgebäude der Bayerischen Motorenwerke AG (BMW)       | Baugruppe aus flachem Betriebsgebäude, Büro-Hochhaus (99 m Höhe) und Museum, von Karl Schwanzer, 1970–1972; Hochhaus, sogenannter Vierzylinder, stark gegliederter, 18-geschossiger Baukörper über kleeblattförmigem Grundriss, Hängekonstruktion um viergliedrigen Stahlbetonständer, hinterlüftete Fassade aus gegossenen Aluminiumelementen, horizontale Trennung über dem elften Geschoss; Museum, Betonschüssel in der Form einer gedrückten Kugelkalotte, silbergrau gestrichen | D-1-62-000-7929  | weitere Bilder                                                 |
| Anhalter Platz 3 (Standort) | Hochbunker                                                     | Fünfgeschossiger Turm über achteckigem Grundriss mit horizontalem Dachabschluss und Flakaufbau, 1941 nach Plänen des städtischen Hochbauamtes (Stadtbaurat Karl Meitinger) als Luftschutzbau Nr. 3 errichtet; freistehend | D-1-62-000-7809  | weitere Bilder                                                 |
| Dewetstraße 18 (Standort) | Mietshaus                                                      | Zweigeschossiger Mansarddachbau mit erhöhtem Bodenerker und jugendstiligem Stuckdekor, um 1900 | D-1-62-000-1268  | weitere Bilder                                                 |
| Dewetstraße 19 (Standort) | Villa                                                          | Zweigeschossiger neubarocker Mansarddachbau mit Bodenerker und geschweiftem Zwerchgiebel, um 1900 | D-1-62-000-1269  | weitere Bilder                                                 |
| Frohschammerstraße 14 (Standort) | Ehemalige Fabrik der Firma Vulkanisier-Maschinenbau Karl Zängl | Zweigeschossiger Walmdachbau mit Kranbaun und verglastem, erdgeschossigen Vorbau, von Josef Heckl, 1939–41, nach Schäden im Zweiten Weltkrieg wiederholend wiederhergestellt | D-1-62-000-11013 | Ehemalige Fabrik der Firma Vulkanisier-Maschinenbau Karl Zängl |
| Georgenschwaigstraße 15 (Standort) | Villa                                                          | Zweigeschossiger historisierender Steildachbau mit quer angebautem Mansarddachflügel und Altane, 1905 | D-1-62-000-2078  | weitere Bilder                                                 |
| Georgenschwaigstraße 17 (Standort) | Mietshaus                                                      | Dreigeschossiger Mansarddachbau mit Eckturm und Putzgliederung, von J. Koll, 1913, vereinfacht | D-1-62-000-2079  | Mietshaus                                                      |
| Georgenschwaigstraße 23 (Standort) | Mietshaus                                                      | Schlicht barockisierend, 1899 von Hans Koll, 1908 Mansarddach mit Ausbau | D-1-62-000-2080  | Mietshaus                                                      |
| Georgenschwaigstraße 25 (Standort) | Mietshaus                                                      | Dreigeschossiger Mansarddachbau mit Zwerchgiebel und historisierender Fassadengliederung, um 1900 | D-1-62-000-2081  | weitere Bilder                                                 |
| Georgenschwaigstraße 28 (Standort) | Mietshaus                                                      | Dreigeschossiger Mansardwalmdachbau in Ecklage mit Zwerchgiebel und Fassadengliederung in Neurenaissanceformen, Ende 19. Jahrhundert | D-1-62-000-2082  | Mietshaus                                                      |
| Georgenschwaigstraße 31 (Standort) | Kleines Eckhaus                                                | Zweigeschossiger Mansardwalmdachbau mit Fassadengliederung in Neurenaissanceformen, Ende 19. Jahrhundert | D-1-62-000-2083  | Kleines Eckhaus                                                |
| Georgenschwaigstraße 42 (Standort) | Mietshaus                                                      | Dreigeschossiger putzgegliederter Mansardwalmdach-Eckbau in Neurenaissanceformen mit turmartigem Eckrisalit und Stuckdekor, um 1900 | D-1-62-000-2084  | weitere Bilder                                                 |
| Helene-Mayer-Ring 23/25 (Standort) | Ökumenisches Kirchenzentrum des Olympischen Dorfs              | Bestehend aus der katholischen Pfarrkirche Frieden Christi und evangelisch-lutherischen Olympiakirche mit Gemeinderäumen, Stahlbetonbau mit Stahlrohrraumfachwerk als Deckenkonstruktion über massivem Untergeschoss, in strukturalistischer Form, von Bernhard Christ und Josef Karg, 1970–1974; mit Ausstattung; an beiden Längsseiten von Grün eingefasst | D-1-62-000-8458  | weitere Bilder                                                 |
| Ingolstädter Straße 11 (Standort) | Ehemaliges Handwerker- und Bauernhaus                          | zweigeschossiger Satteldachbau mit Putzgliederung in Historismusformen, firstseitigem Standerker mit Altane, südseitigem Zwerchhaus mit hölzernem Zierwerk und verzierten Holzbalkonen, von Philipp Sturm, 1904 | D-1-62-000-11239 | BW                                                             |
| Kantstraße 20 (Standort) | Malerische Villa                                               | Zweigeschossiger historisierender Mansardwalmdachbau in Ecklage mit Schopfwalmdachrisalit, Eckerkerturm und Putzgliederung, um 1900 | D-1-62-000-3213  | weitere Bilder                                                 |
| Knorrstraße 12 (Standort) | Malerische Kleinvilla                                          | Zweigeschossiger Schopfwalmdachbau in historisierenden Formen mit teilweise verbrettertem Giebelfeld, Treppenhausturm mit Haubendach und Putzgliederung, von Josef Rank, 1898 | D-1-62-000-3518  | weitere Bilder                                                 |
| Knorrstraße 53 (Standort) | Villa                                                          | Zweigeschossiger Walmdachbau in Neurenaissanceformen mit geschweiftem Zwerchgiebel, rustizierter Fassade und Stuckdekor, von Josef Thaler, 1898 | D-1-62-000-3519  | weitere Bilder                                                 |
| Lerchenauer Straße 53 (Standort) | Hochbunker                                                     | Fünfgeschossiger Rundturm mit horizontalem Abschluss, 1941 nach Plänen des städtischen Hochbauamtes als Luftschutzbau Nr. 2 errichtet, freistehend | D-1-62-000-7810  | Hochbunker                                                     |
| Milbertshofener Platz 1 (Standort) | Katholische Pfarrkirche St. Georg                              | Barockisierender Bau, 1910–1912 von Eduard Herbert und Otho Orlando Kurz; mit Ausstattung; Baugruppe in Platzmitte mit Nr. 2 | D-1-62-000-4550  | weitere Bilder                                                 |
| Milbertshofener Platz 2 (Standort) | Katholisches Pfarrhaus St. Georg                               | 1928 von Friedrich Haindl; Baugruppe in Platzmitte mit Nr. 1 | D-1-62-000-4551  | weitere Bilder                                                 |
| Moosacher Straße 80 (Standort) | Knorr Bremse AG                                                | Vormals Süddeutsche Bremsen AG und ursprünglich Bayerische Motoren beziehungsweise Rapp Motoren Werke, von den seit dem Ersten Weltkrieg errichteten umfangreichen Werksanlagen Haupttor (Bau E und F) sowie Verwaltungsbau (Bau B), beide in neuklassizistischem Stil von den Architekten Eduard Herbert und Otho Orlando Kurz errichtet; Haupttor entlang der Straße mit zwei flankierenden langen Trakten, 1917/18; nordwestlich davon stattlicher Walmdachbau mit Eingangsportal, als Lager- und Bürogebäude vierflügelig um Innenhof 1918/19 erbaut | D-1-62-000-7840  | weitere Bilder                                                 |
| Olympiazentrum (Standort) | U-Bahnhof Olympiazentrum                                       | U-Bahnhöfe der Olympia-U-Bahn-Linie, Folge von fünf Bahnhöfen, vom U-Bahnreferat der Landeshauptstadt München unter Leitung von Garabede Chabasian, 1968–72 U-Bahnhof Olympiazentrum, unterirdische Haltestelle mit zwei Bahnsteigen und vier Gleisen, Hintergleiswandgestaltung von Waki Zöllner | D-1-62-000-10051 | weitere Bilder                                                 |
| Riesenfeldstraße 2 (Standort) | Hochbunker                                                     | Fünfgeschossiger Rundturm mit horizontalem Dachabschluss und Flakterrasse, Ummantelung in Sichtziegelmauerwerk, Zugänge mit Natursteingewände, 1941 nach Plänen des städtischen Hochbauamtes (Stadtbaurat Karl Meitinger) als Luftschutzbau Nr. 1 errichtet, freistehend | D-1-62-000-7811  | Hochbunker                                                     |
| Schleißheimer Straße 263 (Standort) | Mietshaus                                                      | Neurenaissance-Eckbau, mit zwei Erkern, 1899 von Philipp Sturm | D-1-62-000-6214  | Mietshaus                                                      |
| Schleißheimer Straße 271/273 (Standort) | Häuserblock                                                    | Jugendstil, mit Bodenerker und Stuckdekor, Anfang 20. Jahrhundert; Madonnenrelief | D-1-62-000-6215  | weitere Bilder                                                 |
| Schleißheimer Straße 281 (Standort) | Hochbunker                                                     | sechsgeschossiger Zeltdachbau über achteckigem Grundriss mit Eckquaderung, von Karl Meitinger (Stadtbauamt, Hochbau 1), 1941 | D-1-62-000-8527  | Hochbunker                                                     |
| Schleißheimer Straße 299 (Standort) | Villa                                                          | Barockisierend, mit Stuckdekor, 1911 von Hans Denzinger als eigenes Wohnhaus erbaut | D-1-62-000-6217  | weitere Bilder                                                 |
| Schleißheimer Straße 314 (Standort) | Wohnhaus mit Laden                                             | zweigeschossiger Mansarddachbau mit Mittelerker, großer Standgaube und Putzgliederung, im Reformstil, von Otto Lohner, 1913 | D-1-62-000-11028 | Wohnhaus mit Laden                                             |
| Spiridon-Louis-Ring 7 (Standort) | Fernsehturm                                                    | Sogenannter Olympiaturm, 1965–1968 nach Entwurf von Sebastian Rosenthal in Zusammenarbeit mit der Bundespost durch das Baureferat der Stadt München als Stahlbetonkonstruktion errichtet; über sich verjüngendem parabolischem Schaft zwei Plattformgruppen; in der unteren Sende- und Fernmeldetechnik, in der oberen Drehrestaurant und Aussichtsplattformen; Mastspitze zylindrisch abgestuft; Gesamthöhe 290 Meter; Kassen- und Restaurantgebäude, an der Ostseite | D-1-62-000-7890  | weitere Bilder                                                 |
| Spiridon-Louis-Ring 25/27 (Standort) | Olympiastadion                                                 | Ovaloides, um Fußballfeld und Laufbahn angeordnetes, im Osten an die künstliche Aufschüttung des Coubertinplatzes angelehntes Amphitheater aus Stahlbeton-Modulen, 1967–1972 von Günter Behnisch und Partnern; über der im Westen hoch aufragenden Tribünenschüssel Zeltdach nach Entwurf von Fritz Leonhard, Wolfhardt Andrä und Partnern, in Form eines über Pylonen abgespannten Seilnetzes mit Acrylglasplatten-Abdeckung; durch die segeltuchartige Akzentuierung von der Hanns-Braun-Brücke mit der Olympiahalle optisch verbunden | D-1-62-000-7891  | weitere Bilder                                                 |

## Ehemalige Baudenkmäler
In diesem Abschnitt sind Objekte aufgeführt, die früher einmal in der Denkmalliste eingetragen waren, jetzt aber nicht mehr. Objekte, die in anderem Zusammenhang – also z. B. als Teil eines Baudenkmals – weiter eingetragen sind, sollen hier nicht aufgeführt werden. Aktennummern in diesem Abschnitt sind ehemalige, jetzt nicht mehr gültige Aktennummern.

| Lage                              | Objekt               | Beschreibung | Akten-Nr.       | Bild           |
| --------------------------------- | -------------------- | --- | --------------- | -------------- |
| Spiridon-Louis-Ring 21 (Standort) | Olympiahalle         | Um die Sportarena angeordnetes, nach Süden an die künstliche Aufschüttung des Coubertinplatzes angelehntes Amphitheaters aus Stahlbeton-Modulen, von vielfach kurvierten Stahl-Glas-Wänden eingefasst und durch ein Zeltdach abgedeckt, 1967–1972 von Günter Behnisch und Partnern; das Zeltdach nach Entwurf von Fritz Leonhard, Wolfhardt Andrä und Partnern in Form einer über Pylonen abgespannten Seilnetzkonstruktion mit Acrylglasplatten-Abdeckung; eingehängte Technikbrücken; Mittelstück der aus Stadion, Olympiahalle und Schwimmhalle bestehenden, optisch durch die Dachformen gebundenen Dreiergruppe der großen Olympia-Sportstätten nicht mehr als eigenständiges Baudenkmal in der Liste geführt; jetzt zusammen mit Nr. D-1-62-000-10462 / Olympiapark | D-1-62-000-7892 | weitere Bilder |
| Coubertinplatz 1 (Standort)       | Olympia-Schwimmhalle | Von Stahl-Glas-Wänden über unregelmäßigem Grundriss eingefasste und durch ein Zeltdach abgedeckte Vierbeckenanlage mit einseitiger, an die künstliche Aufschüttung des Coubertinplatzes angelehnter Tribüne aus Stahlbeton-Modulen im Westen, von Günter Behnisch und Partnern, 1967–1972; das Zeltdach in Form einer über einem Pylon abgespannten Seilnetzkonstruktion mit Acrylglasplatten-Abdeckung, nach Entwurf von Behnisch und Partner, Frei Otto sowie Fritz Leonhard und Wolfhardt Andrä; eingehängte Technikstege; durch die Überspannung des Zugangs vom Lillian-Board-Weg und vom Lutz-Long-Weg mit der Olympiahalle optisch verbunden nicht mehr als eigenständiges Baudenkmal in der Liste geführt; jetzt zusammen mit Nr. D-1-62-000-10462 / Olympiapark  | D-1-62-000-7893 | BW             |